# Hoya de Buñol
Hoya de Buñol (em castelhano e oficialmente; em valenciano: Foia de Bunyol) é uma comarca situada no centro da Comunidade Valenciana, na Espanha. Sua capital é o município de Chiva. Limita com as comarcas de Horta Oest, Requena-Utiel, Los Serranos, Camp del Túria, La Canal de Navarrés, Valle de Cofrentes e Ribera Alta.

## Municípios
| Município   | População | Área   | Densidade |
| ----------- | --------- | ------ | --------- |
| Chiva       | 15 769    | 178,73 | 83,95     |
| Buñol       | 9 438     | 112,40 | 86,53     |
| Cheste      | 8 871     | 71,44  | 118,41    |
| Godelleta   | 3 714     | 37,45  | 90,25     |
| Yátova      | 2 112     | 120,25 | 17,60     |
| Siete Aguas | 1 183     | 110,59 | 11,59     |
| Macastre    | 1 338     | 37,66  | 37,17     |
| Alborache   | 1 283     | 27,33  | 41,57     |
| Dos Aguas   | 312       | 121,52 | 3,65      |